# Bloody Tourists
Bloody Tourists är ett musikalbum av 10cc som utgavs 1978 på skivbolaget Mercury Records. Det var gruppens sjätte studioalbum och vid inspelningarna bestod 10cc av sex medlemmar. Majoriteten av låtarna på albumet skrevs av Graham Gouldman och Eric Stewart, men några låtar skrevs även av andra gruppmedlemmar. Skivans största hit blev den inledande låten "Dreadlock Holiday". Även "For You and I" gavs ut som singel och blev en mindre hit i några länder.
Skivomslaget designades av Hipgnosis som även tidigare gjort omslag åt gruppen.

## Låtlista
(upphovsman inom parentes)
1. "Dreadlock Holiday" (Eric Stewart, Graham Gouldman) - 4:28
2. "For You and I" (Stewart, Gouldman) - 5:20
3. "Take These Chains" (Stewart, Gouldman) - 2:36
4. "Shock on the Tube (Don't Want Love)" (Stewart) - 3:38
5. "Last Night" (Gouldman, Rick Fenn) - 3:10
6. "The Anonymous Alcoholic" (Stewart, Gouldman) - 5:38
7. "Reds in My Bed" (Stewart, Stuart Tosh) - 4:08
8. "Life Line" (Gouldman) - 3:26
9. "Tokyo" (Stewart) - 4:29
10. "Old Mister Time" (Stewart, Duncan Mackay) - 4:27
11. "From Rochdale to Ocho Rios" (Gouldman) - 3:41
12. "Everything You Wanted to Know About!!!" (Stewart) - 4:25

## Listplaceringar
| Lista (1978)   | Position                |
| -------------- | ----------------------- |
| Australien     | 3 (Kent Music Report)   |
| Finland        | 26                      |
| Island         | 1 (Visir Vinsældalisti) |
| Nederländerna  | 2                       |
| Norge          | 4 (VG-lista)            |
| Nya Zeeland    | 2                       |
| Storbritannien | 3 (UK Albums Chart)     |
| Sverige        | 3 (Topplistan)          |
| USA            | 69 (Billboard 200)      |
| Västtyskland   | 12                      |